# Bernardino Giordano
Bernardino Giordano (Torino, 23 marzo 1970) è un vescovo cattolico italiano, dal 19 dicembre 2024 vescovo di Grosseto e di Pitigliano-Sovana-Orbetello.

## Biografia
È nato a Torino, città capoluogo di provincia e sede arcivescovile, il 23 marzo 1970.

### Formazione e ministero sacerdotale
Dopo aver ottenuto la laurea in economia e commercio presso l'Università degli Studi di Torino, si è iscritto al seminario vescovile di Saluzzo.
Il 15 dicembre 2001 è stato ordinato presbitero, a Saluzzo, dal vescovo Diego Natale Bona.
Dopo l'ordinazione ha proseguito gli studi, conseguendo il dottorato in teologia morale alla Pontificia Accademia Alfonsiana di Roma; al contempo è stato docente presso lo Studio teologico interdiocesano e presso l'Istituto superiore di scienze religiose di Fossano.
Nella diocesi di Saluzzo ha ricoperto gli incarichi di vicario parrocchiale della cattedrale, difensore del vincolo, promotore di giustizia presso il tribunale diocesano e cancelliere vescovile, dal 2008 al 2011, e di direttore del centro diocesano vocazioni e responsabile dell'ufficio diocesano di pastorale della famiglia. È stato poi presidente e membro del consiglio di amministrazione dell'opera per il ministero pastorale "G.G. Ancina" e vicario parrocchiale a Castelletto e San Chiaffredo di Busca, tra il 2014 e il 2015, e parroco dei Santi Martino e Bernardo a Saluzzo, dal 2015 al 2018. Durante il Giubileo straordinario della misericordia del 2016 è stato uno dei sacerdoti missionari della misericordia.
È stato assistente del direttore dell'ufficio nazionale di pastorale familiare della Conferenza Episcopale Italiana, collaboratore presso la segreteria generale della Conferenza Episcopale Italiana e segretario del vescovo Mariano Crociata, dal 2013 al 2014. Nel 2018 è stato inviato fidei donum presso la prelatura territoriale di Loreto e, nell'anno seguente, è stato nominato vicario generale della delegazione pontificia per il santuario della Santa Casa, membro del consiglio di amministrazione e responsabile della pastorale familiare del santuario stesso.

### Ministero episcopale
Il 19 dicembre 2024 papa Francesco lo ha nominato vescovo di Grosseto e di Pitigliano-Sovana-Orbetello, sedi unite in persona episcopi; è succeduto a Giovanni Roncari, dimessosi per raggiunti limiti di età. Il 1º marzo 2025 ha ricevuto l'ordinazione episcopale, nella cattedrale di Saluzzo, dal vescovo di Saluzzo Cristiano Bodo, co-consacranti Giovanni Roncari, suo predecessore, e l'arcivescovo Fabio Dal Cin, prelato di Loreto. Il 23 marzo ha preso possesso della diocesi di Pitigliano-Sovana-Orbetello nella concattedrale dei Santi Pietro e Paolo a Sovana mentre il 30 marzo ha preso possesso della diocesi di Grosseto nella cattedrale di San Lorenzo.

## Genealogia episcopale
La genealogia episcopale è:
- Cardinale Scipione Rebiba
- Cardinale Giulio Antonio Santori
- Cardinale Girolamo Bernerio, O.P.
- Arcivescovo Galeazzo Sanvitale
- Cardinale Ludovico Ludovisi
- Cardinale Luigi Caetani
- Cardinale Ulderico Carpegna
- Cardinale Paluzzo Paluzzi Altieri degli Albertoni
- Papa Benedetto XIII
- Papa Benedetto XIV
- Papa Clemente XIII
- Cardinale Bernardino Giraud
- Cardinale Alessandro Mattei
- Cardinale Pietro Francesco Galleffi
- Cardinale Giacomo Filippo Fransoni
- Cardinale Carlo Sacconi
- Cardinale Edward Henry Howard
- Cardinale Mariano Rampolla del Tindaro
- Cardinale Gennaro Granito Pignatelli di Belmonte
- Cardinale Pietro Boetto, S.I.
- Cardinale Giuseppe Siri
- Cardinale Giacomo Lercaro
- Vescovo Gilberto Baroni
- Cardinale Camillo Ruini
- Arcivescovo Cesare Nosiglia
- Arcivescovo Marco Arnolfo
- Vescovo Cristiano Bodo
- Vescovo Bernardino Giordano